# Савар, Давид
Дави́д Сава́р (фр. David Savard; 22 октября 1990, Сент-Иасент, Квебек) — канадский хоккеист. Чемпион мира 2015 года. Обладатель Кубка Стэнли 2021 года.

## Игровая карьера
Свою хоккейную карьеру Давид Савар начал в 16 лет, войдя в состав клуба «Бэ-Комо Драккар» из главной юниорской хоккейной лиги Квебека. Отыграв половину сезона с показателем полезности «минус 2», он перешёл в команду «Монктон Уайлдкэтс», находившуюся на последнем месте в восточной конференции этой же лиги. Это привело к тому, что сезон 2007/08 Савар завершил с суммарным показателем «минус 21», набрав в 67 играх 11 очков. Тем не менее в следующем сезоне 2008/09 Давид смог существенно улучшить свою статистику до показателя «плюс 29», чем помог команде стать первой командой атлантического дивизиона по итогам регулярного чемпионата. В результате драфта НХЛ 2009 года Савар был выбран в 4-м раунде под общим 94-м номером клубом «Коламбус Блю Джекетс». В сезоне 2009/10 Давид продолжил выступления за «Уайлдкэтс», стал ассистентом капитана команды, завершил сезон с 77 набранными очками, что стало рекордом команды по результативности среди защитников. В играх плей-офф вместе с командой он сумел выиграть Президентский кубок, но занял последнее место в розыгрыше мемориального кубка. По итогам сезона 2009/10 Савар был признан лучшим защитником лиги и получил Эмиль Бушар и Кевин Лоу Трофи.
3 июня 2010 года Давид подписал контракт новичка с «Коламбус Блю Джекетс» и перешёл в систему этого клуба НХЛ. После прохождения летнего тренировочного лагеря с командой Савар был отправлен в «Спрингфилд Фэлконс», где по мнению руководства был способен прогрессировать быстрее нежели в НХЛ. Высокая результативность Давида в сезоне 2011/12 АХЛ стала причиной привлечения игрока к играм за «Блю Джекетс» в следующем сезоне. 7 октября 2011 года он дебютировал в НХЛ в матче против «Нэшвилл Предаторз», проведя на льду 16,5 минут.
В сезоне 2012/2013 Савар сумел закрепиться в основном составе команды и 15 июля 2013 года продлил контракт с клубом. В мае 2015 года Давид принял участие в чемпионате мира по хоккею и завоевал в составе сборной Канады золотые награды.
Завершил карьеру после сезона 2024/25.

## Статистика
| Легенда | Легенда                    | Легенда | Легенда                   | Легенда | Легенда    |
| ------- | -------------------------- | ------- | ------------------------- | ------- | ---------- |
| И       | Количество проведённых игр | Штр     | Штрафное время            | +/−     | Плюс-минус |
| Г       | Голы                       | П       | Голевые передачи          | О       | Очки       |
| -       | Статистика неизвестна      | —       | Статистика не учитывалась |         |            |